# Samba
Samba (phát âm tiếng Bồ Đào Nha: [ˈsɐ̃bɐ] ⓘ) là tên hoặc tiền tố được dùng cho một số biến thể nhịp điệu, như samba urbano carioca (samba đô thị Carioca), hay samba de roda (đôi khi gọi là samba nông thôn) được UNESCO công nhận nằm trong Di sản văn hóa phi vật thể của nhân loại. Hầu hết các dạng Samba đều có nguồn gốc từ bang Rio de Janeiro và Bahia. Samba là thuật ngữ rộng dùng để chỉ nhiều nhịp điệu cấu thành các thể loại nhạc Brasil được biết rõ hơn, chúng bắt nguồn từ những cộng đồng người Brasil gốc Phi ở Bahia từ cuối thế kỷ 19 rồi tiếp tục phát triển tại Rio de Janeiro đầu thế kỷ 20. Bắt nguồn từ Candomblé cũng như các truyền thống dân gian bản địa và Brasil gốc Phi khác, chẳng hạn Samba de Caboclo truyền thống, samba được coi là một trong những hiện tượng văn hóa quan trọng nhất ở Brasil và là một biểu tượng của quốc gia này.
Âm nhạc Samba là sự pha trộn giữa giai điệu mang âm hưởng Châu Âu và văn hoá Châu Phi bản địa điển hình như nhạc cụ Samba

## Nhạc cụ
Nhạc cụ Samba gồm hơn 300 bộ nhạc cụ: trống, gõ, con lắc,... mỗi một loại nhạc cụ có thể mang âm hưởng của châu phi hay châu âu. Sau đây là 10 nhạc cụ cơ bản của âm nhạc Samba
1. Tamborim ( tránh nhầm lẫn với trống Tambourine): là một loại trống cầm tay, nhỏ có đường kính khoảng 16 cm được chơi bởi gậy đánh trống có ba đầu ( có thể làm bằng gỗ hoặc bằng nhựa dẻo). Do âm thanh của chúng vang vọng khi đánh nên chúng thường được chơi chính trong các buổi hoà nhạc samba.
2. Cuíca: là một loại trống đặc biệt và đặc trưng của nhạc brazil. Người chơi phải luồn tay vào bên trong kéo thanh gỗ được dính chặt với mặt trống và điều chỉnh tiết tấu, độ cao bằng cách dùng ngón tay ấn giữ ở mặt trống bên ngoài, âm thanh của Cuíca rất cao và có âm thanh kỳ lạ như tiếng khỉ kêu. Nhạc cụ này luôn là nhạc cụ chính trong lễ hội Carnaval Brazil.
3. Agogo bells. Một loại chuông ( cổ nhất trong các loại nhạc cụ samba) chúng gồm 1 hay nhiều quả chuông đính kèm với nhau. Người chơi sẽ cầm que gỗ để gỗ tạo nhành nhịp.
4. Surdo
5. Chocalho
6. Pandeiro
7. Ganzá
8. Repinique
9. Cavaquinho
10. Snare Drum

Ngoài ra còn rất nhiều nhạc cụ khác cũng được sử dụng để làm tăng độ cao cũng như độ trầm lắng và phong cách giai điệu mang đậm chất châu Âu (guitar, accordion) hay châu Phi (sáo, reco reco) ,...

### Sách
- Browning, Barbara (1995). Samba: resistance in motion [Samba: kháng cự chuyển động] (bằng tiếng Anh). Indiana University Press. ISBN 0-253-32867-5. OCLC 31374055.
- Carvalho, Caê Garcia (2015),  Serpa, Angelo (biên tập), “Samba de Roda e Identidade: um estudo comparativo da identidade regional mediada e catalisada pelo samba no Recôncavo e no Portal do Sertão” [Samba de Roda và bản sắc: nghiên cứu đối chiếu bản sắc khu vực có samba làm cầu nối trung gian và xúc tác giữa Recôncavo và Portal do Sertão], Territórios da Bahia: regionalização, cultura e identidade (bằng tiếng Bồ Đào Nha), SciELO - EDUFBA, doi:10.7476/9788523220129.0011, ISBN 9788523220129
- Lopes, Nei; Simas, Luiz Antonio (2015). Dicionário da História Social do Samba [Từ điển lịch sử xã hội về Samba] (bằng tiếng Bồ Đào Nha) . Rio de Janeiro: Editora José Olympio. ISBN 9788520012352.
- Lopes, Nei (29 tháng 5 năm 2020). “O amplo e diversificado universo do samba” [Vũ trụ rộng lớn và đa dạng của samba].  Trong Stroeter, Guga; Mori, Elisa (biên tập). Uma árvore da música brasileira [Cây phả hệ âm nhạc Brasil] (bằng tiếng Bồ Đào Nha). São Paulo: Sesc. ISBN 9788594932181.
- Marcondes, Marcos Antônio biên tập (1977). Enciclopédia da música brasileira – erudita, folclórica e popular [Bách khoa thư âm nhạc Brasil – bác học, dân gian và đại chúng] (bằng tiếng Bồ Đào Nha). 2 . São Paulo: Art Ed.
- Sandroni, Carlos (2021), A Respectable Spell: Transformations of Samba in Rio de Janeiro [Phép thuật đáng xem trọng: Biến chuyển của Samba ở Rio de Janeiro] (bằng tiếng Anh), University of Illinois Press, ISBN 9780252086083

### Tập san
- Behague, Gerard; fr Oliveira Pinto, Tiago; Simon, Artur (1993). “Capoeira, Samba, Candomble, Bahia, Brasil”. Ethnomusicology (bằng tiếng Bồ Đào Nha). 37 (3). doi:10.2307/851729. ISSN 0014-1836.
- Nigri, Bruno Silva; Debortoli, José Alfredo Oliveira (30 tháng 9 năm 2015). “O Samba no Contexto do Candomblé” [Samba trong bối cảnh Candomblé]. LICERE - Revista do Programa de Pós-graduação Interdisciplinar em Estudos do Lazer (bằng tiếng Bồ Đào Nha). 18 (3). doi:10.35699/1981-3171.2015.1140. ISSN 1981-3171.
- Nogueira, Nilcemar biên tập (2014). “Matrizes do Samba no Rio de Janeiro: Partido Alto, Samba de Terreiro e Samba-Enredo” [Cơ quan đầu não Samba tại Rio de Janeiro: Partido Alto, Samba de Terreiro và Samba-Enredo] (PDF). Dossiê Iphan (bằng tiếng Bồ Đào Nha). Brasília: Instituto do Patrimônio Histórico e Artístico Nacional. Bản gốc (PDF) lưu trữ ngày 5 tháng 4 năm 2023. Truy cập ngày 15 tháng 5 năm 2023.
- Paranhos, Adalberto (2003). “A invenção do Brasil como terra do samba: os sambistas e sua afirmação social” [Phát minh ra Brasil như là xứ sở samba: vũ công samba và sự khẳng định vị thế trong xã hội] (PDF). Revista História (bằng tiếng Bồ Đào Nha). Franca: São Paulo State University. 22 (1): 81–113. Bản gốc (PDF) lưu trữ ngày 10 tháng 6 năm 2015. Truy cập ngày 15 tháng 5 năm 2023.
- Sandroni, Carlos (2010). “Samba de roda, patrimônio imaterial da humanidade” [Samba de roda, di sản phi vật thể của nhân loại]. Estudos avançados (bằng tiếng Bồ Đào Nha). 24 – qua Scielo.
- Zamith, Rosa Maria (1995). “O samba-de-roda baiano em tempo e espaço” [Samba-de-roda của Bahia theo thời gian và không gian]. Interfaces (bằng tiếng Bồ Đào Nha). 2 (1) – qua UFRJ.

### Luận án
- Benzecry, Lena (2015). A radiodifusão sonora do samba urbano carioca: uma retrospectiva crítica das principais representações construídas acerca desse gênero musical em programas radiofônicos do Rio de Janeiro [Phát sóng nhạc samba đô thị ở Rio de Janeiro: hồi tưởng quan trọng về những người đại diện chính tạo nên thể loại âm nhạc này trên chương trình phát thanh ở Rio de Janeiro] (PDF) (PhD) (bằng tiếng Bồ Đào Nha). Rio de Janeiro: Federal University of Rio de Janeiro.
- Fenerick, José Adriano (2002). Nem do Morro, Nem da Cidade: As Transformações do Samba e a Indústria Cultural (1920–1945) [Không phải miền núi hay thành thị: Sự biến chuyển của Samba và nền công nghiệp văn hóa (1920–1945)] (PDF) (PhD) (bằng tiếng Bồ Đào Nha). São Paulo: University of São Paulo.